# Цейтнот
Цейтно́т (от нем. Zeit (цайт) — время и нем. Not (нот) — нужда) — в партии в шахматах, шашках или иных пошаговых играх — недостаток времени для обдумывания ходов. Термин появился после введения контроля времени в шахматных турнирах, впоследствии, с появлением контроля времени в других пошаговых играх, стал относиться и к ним тоже.

## Способы смягчения цейтнота в играх
Цейтнот называют жёстким, если игрок вообще не имеет времени на обдумывание ходов и физически может успевать только передвигать фигуры (в шахматах — полминуты или меньше на десять или больше ходов). В таких условиях обычными являются слабые ходы, потеря выигрыша или даже проигрыш при изначально лучшем положении. Чтобы избежать бессмысленных действий игроков в цейтноте, иногда применяется дополнительное время (в го называемое «бёёми») — после израсходования основного времени игрок получает дополнительное: он может продолжать игру, но на каждый следующий ход даётся строго ограниченное время (например, минута на один ход).
В современных шахматных соревнованиях всё шире применяется контроль времени с добавлением, предложенный Робертом Фишером — игровые часы (часы Фишера) настраиваются так, что после каждого хода игроку добавляется небольшое количество времени. Как и в случае с бёёми, при таком контроле времени жёсткий цейтнот не возникает, хотя мягкий всё равно остаётся.

## Вне шахмат
- К настоящему времени слово вышло из шахматного лексикона и стало общеупотребительным, сохранив свой первоначальный смысл — острый недостаток времени[1].

- Рок-группа «Цейтнот».
- Группа Cl-20, трек «Цейтнот».